# 陳棲霞
陳 棲霞（ちん せいか / チェン・チィシィア、陈栖霞）は、中華民国空軍の軍人。

## 経歴
油竹郷油竹上村の生まれ。青田県の伝統工芸品である青田石雕を売る商人・陳雲峰の次男。兄の陳樹勲はのち陸軍少将、弟の陳永仁は空軍の整備士となる。青田県立敬業小学校卒業。17歳の時、父とともに行商の旅に出、ベトナム、ビルマ等を転々としていたが、昆明にいるときに父が病気のため帰郷する。しかし陳は一人昆明に留まり、1922年、雲南航空学校第1期入学。同期生に張有谷、晏玉琮など。1925年の卒業後も飛行教官として同校に留まる。
1926年11月、直隷派・孫伝芳の五省連軍航空司令部（司令官：願栄昌）飛行員。五省連軍は奉天派と手を組み国民革命軍と激戦を行っていたが、1927年初めになるともはや劣勢挽回の余地は限られていた。連軍航空隊を引き込みたかった国民革命軍東路軍総指揮の白崇禧は、杭州に隠居していた元雲南航空学校校長の劉沛泉を上海に送り込んだ。劉の教え子であった陳もこれに従い、共に航空隊内の瓦解工作を行う。国民革命軍は連軍航空隊の人員や器材を全て接収し、3月21日、国民革命軍東路軍航空司令部が成立。劉沛泉が司令官、陳は同司令部の参謀長となる。竜雲の招聘で劉が雲南省商業航空準備委員会準弁となると、陳も雲南に戻り、操縦士をしていた。
1928年11月、国民政府軍政部航空署機械科（科長：李靖源）科員。
1929年3月、蔣桂戦争が勃発すると雲南の航空人員は討逆軍第10路軍航空司令部に編入され、第1隊隊長として広西省に派遣される。戦争終結後、再び雲南航空公司のパイロットとして水上機「金馬号」を操縦、広州、杭州、南京などで宣伝飛行を行う。
1931年春、重慶の第21軍航空司令部（司令：劉湘兼任）参謀処長。
1931年12月5日、軍政部航空学校飛行教官。
1932年、パリ航空学校に留学。1934年に帰国後は中央航空学校飛行教官。
1935年9月7日、空軍上尉。
1937年、空軍第6大隊長。同年8月13日、第二次上海事変が勃発すると青島方面の日本海軍艦艇の偵察任務を負う。8月21日、空軍遊撃隊支隊長（副支隊長：李懐民）となり、3回の夜襲を行った。翌9月、晋北及び平漢方面の陸軍を支援するため、北正面支隊が編成され、司令官を兼任。
1937年11月、空軍前敵総指揮部偵察司令。
1938年4月、西安市二府街に新設された空軍第3路司令官。同年10月、空軍軍官学校教育処副処長。しかし学校側との意見の相違から離任、後継は邢剷非が引き継いだ。
1941年、航空委員会航政処長。のち衢州の空軍第十三総站（衢州飛行場）総站長。
1943年、第3戦区航空連絡処参謀。
1946年11月22日、空軍少校。
1947年8月15日、空軍中校で退役。故郷に帰った後は中国共産党に降り、1950年に青田県第1回各界人民代表会議代表当選。1960年10月、浙江省人民政府参事室参事。